# Luperina unca
Luperina unca là một loài bướm đêm trong họ Noctuidae.